# Tony Kendall
Tony Kendall, właściwie Luciano Stella (ur. 22 sierpnia 1936 w Rzymie, zm. 28 listopada 2009 w Rzymie) – włoski model i aktor filmowy.

## Kariera
Karierę w show biznesie rozpoczął jako model dla Italian Fumetti, fotonoweli. Debiutował na ekranie w 1959 w komedii Kobiece trzy okresy (Femmine tre volte) z udziałem Sylvy Kosciny i Nino Manfredi. Po czterech latach zagrał główną rolę w Brennus, wróg Rzymu (Brenno il nemico di Roma, 1963) u boku Gordona Mitchella, gdzie pierwszy przystając na sugestię Vittorio De Sica użył nazwiska Tony Kendall. 
Znany był również jako ekranowy partner Brada Harrisa w kilku filmach akcji, począwszy od Rzecznych piratów z Missisipi (Die Flußpiraten vom Mississippi, 1963). Zdobył popularność w siedmiu filmach jako prywatny detektyw Jo Louisa Walkera, X komisarza, a Harris grał kapitana policji Toma Rowlanda. Następnie, po udanej serii telewizyjnej Batman, Harris i Kendall byli znowu razem w filmie Trzech fantastycznych Supermenów (I fantastici 3 $upermen, 1967).
Zmarł 28 listopada 2009 w Rzymie w szpitalu w Trigoria w wieku 73 lat na nowotwór złośliwy.

## Wybrana filmografia
- 1963: Rzeczni piraci z Mississippi (Die Flußpiraten vom Mississippi) jako Schwarzer Adler
- 1963: Bicz i ciało (La frusta e il corpo) jako Christian Menliff
- 1963: Brennus, wróg Rzymu (Brenno il nemico di Roma) jako Quinto Fabio
- 1965: Czarny Orzeł Santa Fe (Die schwarzen Adler von Santa Fe) jako kucharz Czarnego Orła
- 1965: Serenada dla dwóch szpiegów (Serenade für zwei Spione) jako Pepino
- 1966: Śmierć jest zwinna, śmierć jest szybka (Kommissar X - Drei gelbe Katzen) jako Jo Louis Walker / 'Kommisarz X'
- 1967: Trzech fantastycznych Supermenów (I fantastici 3 $upermen) jako Tony
- 1967: Śmiertelna wycieczka (Kommissar X - Drei grüne Hunde) jako Jo Louis Walker / 'Kommisarz X'
- 1968: Trzy różowe pantery (Kommissar X - Drei blaue Panther) jako Jo Louis Walker / 'Kommisarz X'
- 1970: Django wyzwaniem Sartany (Django sfida Sartana) jako Django
- 1970: Cyrk i Alleluja (I vendicatori dell'Ave Maria) jako John Garrison
- 1971: Oko huraganu (El Ojo del huracán) jako Michel
- 1971: Tygrysi Gang (Kommissar X jagt die roten Tiger) jako Jo Louis Walker / 'Kommisarz X'
- 1971: Brat wyjęty spod prawa (Rimase uno solo e fu la morte per tutti!) jako Joe „Dakota“ Thompson
- 1971: Django, pistolet na sto krzyży (Una pistolet na cento Croci) jako Santana
- 1972: Wielkie bankructwo poza (Io monaca... per tre carogne e sette peccatrici) jako Jeff
- 1972: Krwawa opowieść (Blood Story) jako Black
- 1973: Powrót ślepej śmierci (El ataque de los muertos sin ojos) jako Jack Marlowe
- 1973: Oni byli nazwani trzema muszkieterami, ale byli czterema  (Li chiamavano i tre moschettieri... invece erano quattro)
- 1978: Corleone jako Salvatore Sperlazzo
- 1979: Glina czy łajdak (Flic ou voyou) jako Rey
- 1980: Błazen (Le Guignolo) jako Frantz
- 1982: Attila (Attila flagello di Dio)
- 1982: Przestępstwo na szosie (Delitto sull'autostrada) jako Pan Tarquini